# Neil Cohen
Neil Cohen (Dallas, 12 settembre 1955) è un ex calciatore statunitense, di ruolo difensore.

## Carriera

### Club
Formatosi nella selezione calcistica della Brayan Adams High School di Dallas, Texas, viene tesserato dai Dallas Tornado nel 1973 come trainer, dalla stagione 1974 entra a far parte della rosa dei Tornado, rimanendovi sino al 1978. Con i Tornado ottenne come miglior piazzamento il raggiungimento delle semifinali nel 1974.
Nella stagione 1979 passa ai S.J. Earthquakes che lasciò a stagione in corso per giocare con i Tulsa Roughnecks, con i quali raggiungerà i quarti di finale del torneo nordamericano.
Nella stagione 1981 torna ai Tornado, con i quali non supera la fase a gironi del torneo.
Nel 1983 viene ingaggiato dai Dallas Americans, squadra dell'American Soccer League, con cui, dopo aver vinto la Western Division, raggiunse la semifinale del torneo, persa contro i Pennsylvania Stoners.
Dopo la chiusura della ASL, gli Americans si spostarono nella United Soccer League. Nella stagione 1984 viene eliminato nelle semifinali dagli Houston Dynamos, mentre nell'edizione seguente con la sua squadra giunse al secondo posto.
Dal 1979 al 1985 si dedicò anche all'indoor soccer.
Nel 2008 è stato inserito nella "Texas Soccer Walk of Fame".

### Nazionale
Dal 1976 gioca nella nazionale di calcio degli Stati Uniti d'America un incontro nelle qualificazioni al campionato mondiale del 1978 contro il Messico, venendo sostituito all'80° da Santiago Formoso.

## Statistiche

### Cronologia presenze e reti in Nazionale
| Cronologia completa delle presenze e delle reti in nazionale ― Stati Uniti | Cronologia completa delle presenze e delle reti in nazionale ― Stati Uniti | Cronologia completa delle presenze e delle reti in nazionale ― Stati Uniti | Cronologia completa delle presenze e delle reti in nazionale ― Stati Uniti | Cronologia completa delle presenze e delle reti in nazionale ― Stati Uniti | Cronologia completa delle presenze e delle reti in nazionale ― Stati Uniti | Cronologia completa delle presenze e delle reti in nazionale ― Stati Uniti | Cronologia completa delle presenze e delle reti in nazionale ― Stati Uniti |
| Data                                                                       | Città                                                                      | In casa                                                                    | Risultato                                                                  | Ospiti                                                                     | Competizione                                                               | Reti                                                                       | Note                                                                       |
| -------------------------------------------------------------------------- | -------------------------------------------------------------------------- | -------------------------------------------------------------------------- | -------------------------------------------------------------------------- | -------------------------------------------------------------------------- | -------------------------------------------------------------------------- | -------------------------------------------------------------------------- | -------------------------------------------------------------------------- |
| 3-10-1976                                                                  | Los Angeles                                                                | Stati Uniti                                                                | 0 – 0                                                                      | Messico                                                                    | Qual. Mondiali 1978                                                        | -                                                                          | 80’                                                                        |
| Totale                                                                     |                                                                            | Presenze                                                                   | 1                                                                          |                                                                            | Reti                                                                       | 0                                                                          |                                                                            |